# Palazzo del Genio

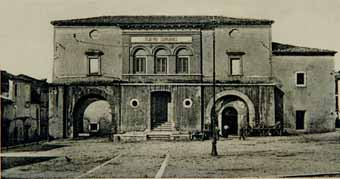
Il palazzo in una foto d'epoca.

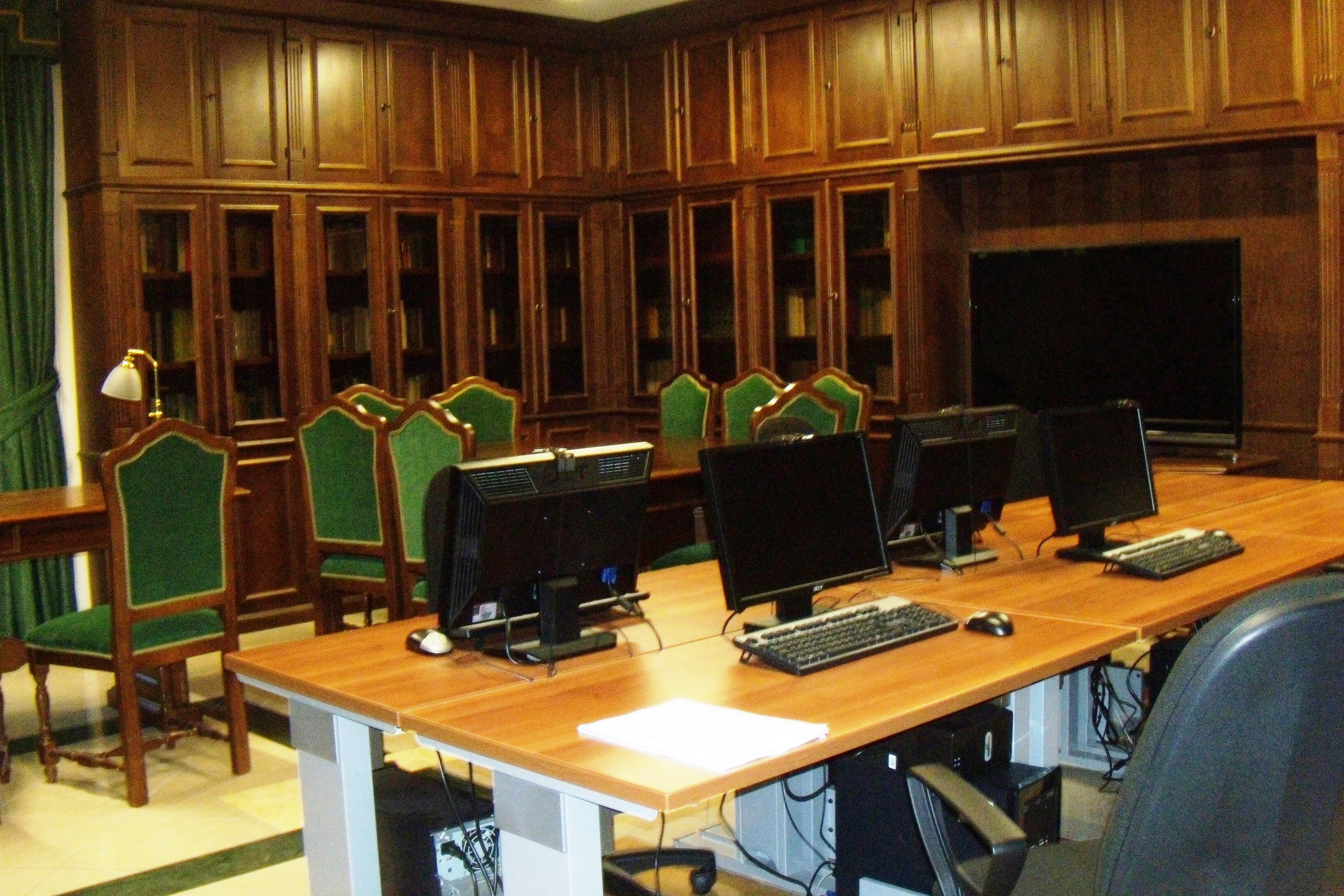
Una sala della biblioteca comunale.

Il palazzo del Genio è un'architettura civile sita nel centro storico di Cerreto Sannita, di fianco alle ex carceri feudali e di fronte alla collegiata di San Martino.

## Storia
A seguito della ricostruzione ex novo della cittadina dopo il terremoto del 5 giugno 1688, lo spazio sovrastante la dogana (ufficio riscossione tributi) e delimitato dalle mura della taverna ducale e delle carceri feudali, rimase incompiuto sino al 1735. In quest'anno l'Universitas decise di vendere la casa adibita ad ospedale e di costruire con il ricavato una grande stanza a volta da utilizzare per le riunioni della civica amministrazione.
Venduta la casa adibita ad ospedale si indisse subito la gara d'appalto che fu vinta nel 1736 da mastro Giuseppe Ciarlelli che si impegnò a costruire l'edificio ottenendo come compenso 99 grana e 7 cavalli per ogni canna eseguita.
Il salone fu subito terminato ma dovette essere usato per poco tempo dall'Universitas dato che nel 1739 le sedute della civica amministrazione continuavano a tenersi nel pronao della chiesa di San Gennaro. Il salone infatti divenne sede di rappresentazioni teatrali come si deduce da due documenti del 1759 e del 1794. Nel primo vi è scritto che alcuni cerretesi vi avevano rappresentato una commedia, mentre nel secondo documento è annotato che il governatore della contea vi vietò la rappresentazione di spettacoli comici. 
Oltre gli spettacoli comici probabilmente non vi fu rappresentata neanche la commedia Cerreto modernata, satira del clero cerretese del XVIII secolo scritta da Oronzo Cerri.
Nel 1810 il salone subì un radicale intervento di ristrutturazione con la creazione dei palchi padronali in legno. 
Nel 1860, a seguito dell'Unità d'Italia, fu chiamato "Teatro del Genio", in onore del Genio Italico.
Durante la dittatura fascista, a causa della fatiscenza dei palchi padronali, il teatro fu distrutto. 
Sino agli anni 1990 è stato sede della comunità montana Titerno e Alto Tammaro. 
Dopo i restauri del 2007 è stato adibito a biblioteca e ad iniziative culturali.

## Descrizione
La facciata è costituita da due ordini. L'ordine inferiore presenta il portale, raggiungibile dopo aver percorso alcuni gradini, e due arcate cieche in pietra. In quella a sinistra vi è una finestra che dava luce alla dogana, l'antico ufficio di riscossione dei tributi regi. Sovrastano il portale tre finestre con archi a tutto sesto aventi ai due lati altrettante finestre rettangolari. La finestra a sinistra è stata murata anni addietro. Le finestre centrali sono sovrastate dalla scritta «PALAZZO DEL GENIO» mentre quelle laterali sono sormontate da due oculi originariamente ovali.
Al primo piano è sita la biblioteca; nel piano superiore vi è invece un grande salone adibito a convegni e conferenze.
La scala, frutto dei lavori di restauro del periodo fascista, presenta ancora delle raffigurazioni del fascio littorio.